# أغسطس ليوبولد كريل

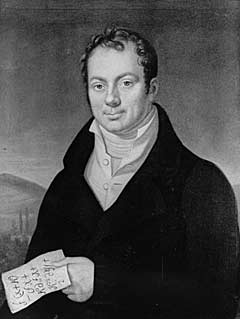
أغسطس ليوبولد كريل

أغسطس ليوبولد كريل (17 مارس 1780 – 6 أكتوبر 1855) عالم رياضيات ألماني. ولد في ايشويردر بالقرب من فريتسن ، مرغريفية براندنبورغ وتوفي في برلين . وهو مؤسس مجلة الرياضيات البحتة والتطبيقية (المعروف أيضًا باسم مجلة كميل). أصبح صديقًا لنيلس هنريك أبيل ونشر سبعة من أوراق هابيل في المجلد الأول من مجلته.
في عام 1841 انتخب عضوا أجنبيا في الأكاديمية الملكية السويدية للعلوم . انتخب عضوا في الجمعية الأمريكية للفلسفة عام 1853. 

## روابط خارجية
- Gabriele Dörflinger: Crelle, August Leopold (11.3.1780 - 6.10.1856), 2016